# 竹中久二雄
竹中 久二雄（たけなか くにお、1926年11月4日 - ）は、日本の農業経済学者。
山形県山形市生まれ。東京農業大学卒、1959年同大学院修士課程修了、同助手、講師、助教授、1975年教授、1987年常務理事、1994-1995年理事長。農学博士。

## 著書
- 『契約農業の経済分析』未来社 1967
- 『金融市場と農業金融 現代資本主義の信用機構と農業』御茶の水書房 1971
- 『農畜産物の流通と市場』全国農業会議所 1974
- 『現代の農産物流通』全国農業改良普及協会 1992
- 『農業経済学』明文書房 現代農業経済学全集 1992
- 『落語で学べる経済学』文芸社 2001

### 共編著
- 『農業構造改善と自立経営』小野塚功一共著 全国農業会議所 1967
- 『山村社会経済誌叢書 7 中国・近畿編 3 奈良・吉野』編 国土社 1973
- 『経済循環と日本農業 現代インフレーションの構造的一側面』石見尚共著 農林統計協会 1976
- 『集落組織の展開と地域農業』編著 農林統計協会 1980
- 『営農に役立つ農業金融の基礎と実際』日暮賢司共著 楽游書房 1981
- 『社会資本形成と現代農業』大橋一雄共編著 農林統計協会 1984
- 『地域経済の発展と農協加工 農協加工と地域複合経済化 実態編』白石正彦共編著 時潮社 1985
- 『農業政策と農業法制 戦後農政の展開と農業関係法』西山久徳共著 学陽書房 1985
- 『転換期の加工食品産業 高まる輸入原料依存と地域農業の空洞化』堀口健治共編 御茶の水書房 1987
- 『農を「生命」の産業として考える』岡部守共編著 学陽書房 1990
- 『食料経済』赤羽正之共編著 光生館 栄養士養成シリーズ 1992
- 『世界の農業支援システム 普及からサービスへ』磯野定夫,木村慶男,杉本隆重共著 農山漁村文化協会 全集世界の食料世界の農村 1994
- 『産業金融入門』菊地哲夫共著 明文書房 1995
- 『地域産業の振興と経済 農・工・商複合化政策』白石正彦,岡部守共編著 筑波書房 1995
- 『どっこい生きている都市農業 参加型地域社会とアグリマーケティング』二木季男共著 農林統計協会 1997
- 『農政の総括とパラダイム転換 新しい基本法への課題』編著 筑波書房 1997

## 論文
- <竹中久二雄